# Anthogorgia grandiflora
Anthogorgia grandiflora is een zachte koraalsoort uit de familie Acanthogorgiidae. De koraalsoort komt uit het geslacht Anthogorgia. Anthogorgia grandiflora werd in 1924 voor het eerst wetenschappelijk beschreven door Kükenthal. 